# أكيم فون بوريس
أكيم فون بوريس (بالألمانية: Achim von Borries)‏ (و. 1968 – م) هو كاتب سيناريو، ومخرج سينمائي من ألمانيا . ولد في ميونخ.

## روابط خارجية
- أكيم فون بوريس على موقع IMDb (الإنجليزية)
- أكيم فون بوريس على موقع مونزينجر (الألمانية)
- أكيم فون بوريس على موقع قاعدة بيانات الأفلام العربية
- أكيم فون بوريس على موقع ألو سيني (الفرنسية)
- أكيم فون بوريس على موقع أول موفي (الإنجليزية)
- أكيم فون بوريس على موقع قاعدة بيانات الأفلام السويدية (السويدية)
- أكيم فون بوريس على موقع ديسكوغز (الإنجليزية)
- أكيم فون بوريس على موقع قاعدة بيانات الفيلم (الإنجليزية)
- أكيم فون بوريس على موقع كينوبويسك (الروسية)